# Рысь выходит на тропу
«Рысь выхо́дит на тропу́» — художественный фильм режиссёра Агаси Бабаяна. Продолжение фильма «Тропой бескорыстной любви» и второй фильм тетралогии о ручной рыси по кличке Кунак.
Посвящается памяти Виталия Бианки.

## Сюжет
Зрителя ждет новая встреча с лесником Михалычем и его другом, рысью по кличке Кунак, с милиционером Фёдором Гавриловым и другими новыми и уже знакомыми героями фильма «Тропой бескорыстной любви».
Фильм вновь приоткрывает тайны сокрытой жизни многочисленных лесных обитателей родного края: кабанов, медведей, оленей и др., знакомит с новым питомцем Михалыча — Алтаем.
Сюжет продолжает повествование о том, как люди и рысь ведут борьбу с жестокими браконьерами. Рысь Кунак встречает подругу и, повинуясь законам природы, уходит от Михалыча. В фильме происходит схватка с росомахой, во время которой Кунак получает тяжёлые ранения, но его спасает друг-лесник.

## В ролях
| Актёр             | Роль                                |
| ----------------- | ----------------------------------- |
| Дмитрий Орловский | лесник Михалыч                      |
| Филимон Сергеев   | участковый Федя Гаврилов            |
| Сергей Юртайкин   | браконьер Лёха                      |
| Игорь Кашинцев    | пассажир вертолёта, «большая шишка» |
| Евгений Москалёв  |                                     |
| Анатолий Харланов |                                     |
| Игорь Чуриков     | браконьер                           |

## Съёмочная группа
- Режиссёр-постановщик: Агаси Бабаян
- Сценаристы: Агаси Бабаян, Леонид Белокуров, Николай Кемарский
- Оператор: Анатолий Казнин
- Композитор: Давид Кривицкий
- Звукооператор: Н. Кузнецов

## Награды
- 1983 — XVI Всесоюзный кинофестиваль (Ленинград) по разделу художественных фильмов: Диплом жюри за лучшее раскрытие темы «Человек и природа» — фильму «Рысь выходит на тропу».[1]

## Дополнительная информация
Второй из четырёх фильмов серии.